# Maramureș (län)
Maramureș är ett län (județ) i norra Rumänien med 523 298 invånare (2018). Det har 2 municipii, 6 städer och 62 kommuner.
Området är känt bland annat för sina landsbygdsområden där man i byarna lever mycket traditionellt.

## Municipii
- Baia Mare
- Sighetu Marmației

## Städer
- Baia Sprie
- Borșa
- Cavnic
- Seini
- Târgu Lăpuș
- Vișeu de Sus

## Kommuner
| - Ardusat - Ariniş - Asuaju de Sus - Băiţa de sub Codru - Băiuţ - Bârsana - Băseşti - Bicaz - Bistra - Bocicoiu Mare - Bogdan Vodă - Boiu Mare - Botiza - Budeşti | - Călineşti - Câmpulung la Tisa - Cerneşti - Cicârlău - Coaş - Coltău - Copalnic-Mănăştur - Coroieni - Cupşeni - Deseşti - Dragomireşti - Dumbrăviţa - Fărcaşa - Gârdani | - Giuleşti - Groşi - Groşii Ţibleşului - Ieud - Lăpuş - Leordina - Mireşu Mare - Moisei - Oarţa de Jos - Ocna Şugatag - Onceşti - Petrova - Poienile de sub Munte - Poienile Izei | - Recea - Remetea Chioarului - Remeţi - Repedea - Rona de Jos - Rona de Sus - Rozavlea - Ruscova - Săcălăşeni - Săcel - Săliştea de Sus - Sălsig - Săpânţa - Sarasău | - Satulung - Şieu - Şişeşti - Şomcuta Mare - Strâmtura - Suciu de Sus - Ulmeni - Vadu Izei - Valea Chioarului - Vima Mică - Vişeu de Jos |